# Batalla de Kiev (1943)
La Segunda Batalla de Kiev describe tres operaciones estratégicas (dos ofensivas y una defensiva) por parte del Ejército Rojo soviético y una operación de contraataque por parte de la Wehrmacht , que tuvo lugar a raíz de la ofensiva alemana fallida de Kursk durante la Segunda Guerra Mundial. Estas cuatro operaciones se llevaron a cabo entre el 3 de octubre y 22 de diciembre de 1943. Los soviéticos consiguieron liberar las ciudades de Kiev y Zhitómir, además de que se creó una cabeza de puente que fue importante para la posterior liberación de los territorios ucranianos. 

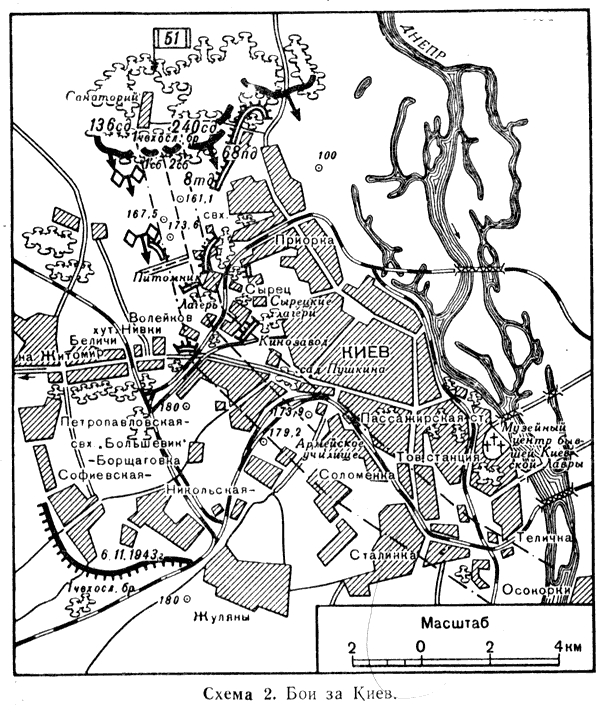
Área de operaciones soviética en Kiev

## Preparativos
A finales de septiembre de 1943, las tropas del Frente de Vorónezh (que fue renombrado como Primer Frente Ucraniano a finales de octubre), capturaron las cabezas de puente de la orilla derecha del río Dniéper, al norte y al sur de Kiev, e intentaron liberar la ciudad dos veces. El ataque principal se dirigió desde la cabeza de puente de Bukrinski, con un ataque auxiliar desde la cabeza de puente de Liutezhski.
El 24 de octubre, por orden del Cuartel General del Alto Mando Supremo, los principales esfuerzos del frente fueron transferidos a la cabeza de puente de Liutezhski, donde se encontraba en secreto el 3.º Ejército de Tanques de la Guardia,el 23.º Cuerpo de Fusileros, el 7.º Cuerpo de Artillería, así como otras formaciones y unidades. Gracias a la discreción de los movimientos, los alemanes no notaron el reagrupamiento de las tropas soviéticas.
En la zona ofensiva soviética, el 4.º Ejército de Tanques tenía alrededor de 11 divisiones de infantería muy maltrechas, con 2 divisiones de tanques de reserva. La ciudad de Kiev estaba ocupada por unidades del 7.º Cuerpo de Ejército de la Wehrmacht. Para defender la ciudad desde el norte, los alemanes construyeron tres líneas de defensa fortificadas con un desarrollado sistema de ingeniería. 

## Desarrollo
El 1 de noviembre comenzó la ofensiva desde la cabeza de puente de Bukrin, cuyo principal objetivo era inmovilizar a las tropas enemigas. En la mañana del 3 de noviembre, el grupo principal del frente atacó. Después de un bombardeo de artillería que duró unos 40 minutos, las tropas soviéticas avanzaron 1 o 2 kilómetros sin resistencia. Al final del día, las tropas del 38.º Ejército, junto con el 5.º Cuerpo de Tanques de la Guardia y las formaciones del 60.º Ejército, avanzaron entre 5 y 12 kilómetros. El 60.º Ejército avanzó desde una cabeza de puente cerca de las aldeas de Kozarovichi, Glebovka y Yasnogorodka (que habían sido aseguradas por la 75.º Cuerpo de Fusileros de la Guardia) y desde una cabeza de puente cercana a la aldea de Liutezh, bajo control de la 240.º División de Fusileros, cubriendo el flanco derecho
Al final del primer día de la ofensiva, la 240.º División de Infantería, que contaba con el apoyo de unidades del 7.º Cuerpo de Artillería, atacó directamente Kiev, y llegó hasta el suburbio Pushcha-Vodytsia. Al mismo tiempo, se repelieron muchos contraataques alemanes en los que participaron unidades de la 20.º División Motorizada. A finales del 4 de noviembre, unidades del 38.º Ejército lograron avanzar hacia Kiev desde el norte unos 5 kilómetros, alcanzando el suburbio de Priorka y el límite norte de la ciudad. Los días 4 y el 5 de noviembre, los 1.º y 3.º Cuerpos de Caballería de la Guardia entraron en batalla, cortando la carretera Kiev-Zhitómir, a las afueras occidentales de Kiev. La liberación de la ciudad se vio favorecida por el cruce del Dniéper llevado a cabo el 4 de noviembre por la 237.º División de Infantería en el área de la Isla Kozachi, frente a las aldeas de Vita-Litovskaya y Pirogovo, ubicadas a 15 km al sur de Kiev. En Vita-Litovskaya, las tropas soviéticas lograron apoderarse de la carretera que conduce a Kiev a lo largo de las orillas del Dniéper. Por lo tanto, los alemanes no pudieron transferir los refuerzos a Kiev desde la zona de la cabeza de puente de Bukrinski. En la mañana del 5 de noviembre, los alemanes comenzó a retirarse de la ciudad por la carretera a Vasilkov, y el día siguiente, el 6 de noviembre, la ciudad de Kiev fue liberada.
El 7 de noviembre, las tropas soviéticas liberaron Fastov y el 13 de noviembre, Zhitómir. Las unidades del 7.º Cuerpo del Ejército alemán detuvieron su retirada a solo 500 kilómetros al sur de Kiev. Los 60.º y 13.º Ejércitos continuaron la ofensiva, y alcanzaron la línea al norte de Narovlia, Yelsk, Óvruch y el este de Kórosten a finales de mes. A principios de noviembre, el mando del Grupo de Ejércitos Sur no pudo utilizar sus limitadas reservas móviles de tanques y divisiones motorizadas cerca de Kiev, ya que en ese momento se planeó un contraataque en la parte baja del Dniéper cerca de Krivói Rog, Apostovo y Nikopol. Este fue uno de los factores importantes por los que la batalla de liberación de Kiev fue para los alemanes una retirada pasiva y una serie de batallas. Sin embargo, con la llegada de las divisiones de tanques, el 10 y el 11 de noviembre comenzaron los primeros contraataques alemanes en Fastov y Fastovets.

## Resultados
La operación para liberar a Kiev logró importantes resultados estratégicos y políticos (la liberación de Kiev) y direcciones de ataque elegidas de manera bastante lógica sin pasar por Kiev (cortando dos carreteras que van de la ciudad al sur y al oeste), para lo cual se dispuso de la cantidad necesaria de fuerzas asignadas. Sin embargo, a nivel táctico, los soviéticos no alcanzaron tantos objetivos.
Hablando de los daños sufridos por el enemigo, cabe mencionar las fuentes de archivos soviéticos. Por ejemplo, el diario de combate del 7.º Cuerpo de Tanques de la Guardia indica que solo durante el ataque a Svyatoshino en la noche del 4 al 5 de noviembre, se utilizaron 16 tanques, 6 cañones autopropulsados, 12 vehículos de transporte, hasta 200 vehículos, 110 vagones militares, 830 soldados y oficiales. Sus pérdidas fueron; 3 tanques, 2 cañones antitanques y 30 efectivos. En total, durante la operación, el cuerpo destruyó a 14,955 soldados y oficiales enemigos y capturó a 1,023 personas. 
Por otro lado, el cuartel general del 3.º Ejército de Tanques de la Guardia redactó un certificado de mano de obra y equipo enemigo destruido para el período del 3 al 10 de noviembre de 1943. El documento indica la destrucción de 229 tanques y cañones autopropulsados, 130 vehículos blindados de transporte de personal y vehículos blindados, 315 cañones y morteros, etc. Y además, hubo 12,201 bajas alemanas, de los cuales sólo 3,052 personas cayeron en manos del 7º Cuerpo de Tanques de la Guardia.
También se redactó un certificado sobre los prisioneros y trofeos capturados por las pequeñas unidades del 3.º Ejército de Tanques de la Guardia en el período del 3 al 10 de noviembre. Su número total llegó a 2,546 personas, de las cuales 221 pertenecían al 7.º Cuerpo de Tanques de la Guardia.